# Jukojärvi
Jukojärvi är en sjö i kommunen Keuru i landskapet Mellersta Finland i Finland. Sjön ligger 128,5 meter över havet. Den är 25 meter djup. Arean är 2,46 kvadratkilometer och strandlinjen är 16,36 kilometer lång. Sjön  ingår i Kumo älvs huvudavrinningsområde.   Den ligger omkring 47 kilometer väster om Jyväskylä och omkring 240 kilometer norr om Helsingfors. 
I sjön finns ön Vihtasaari.